# Iate clube

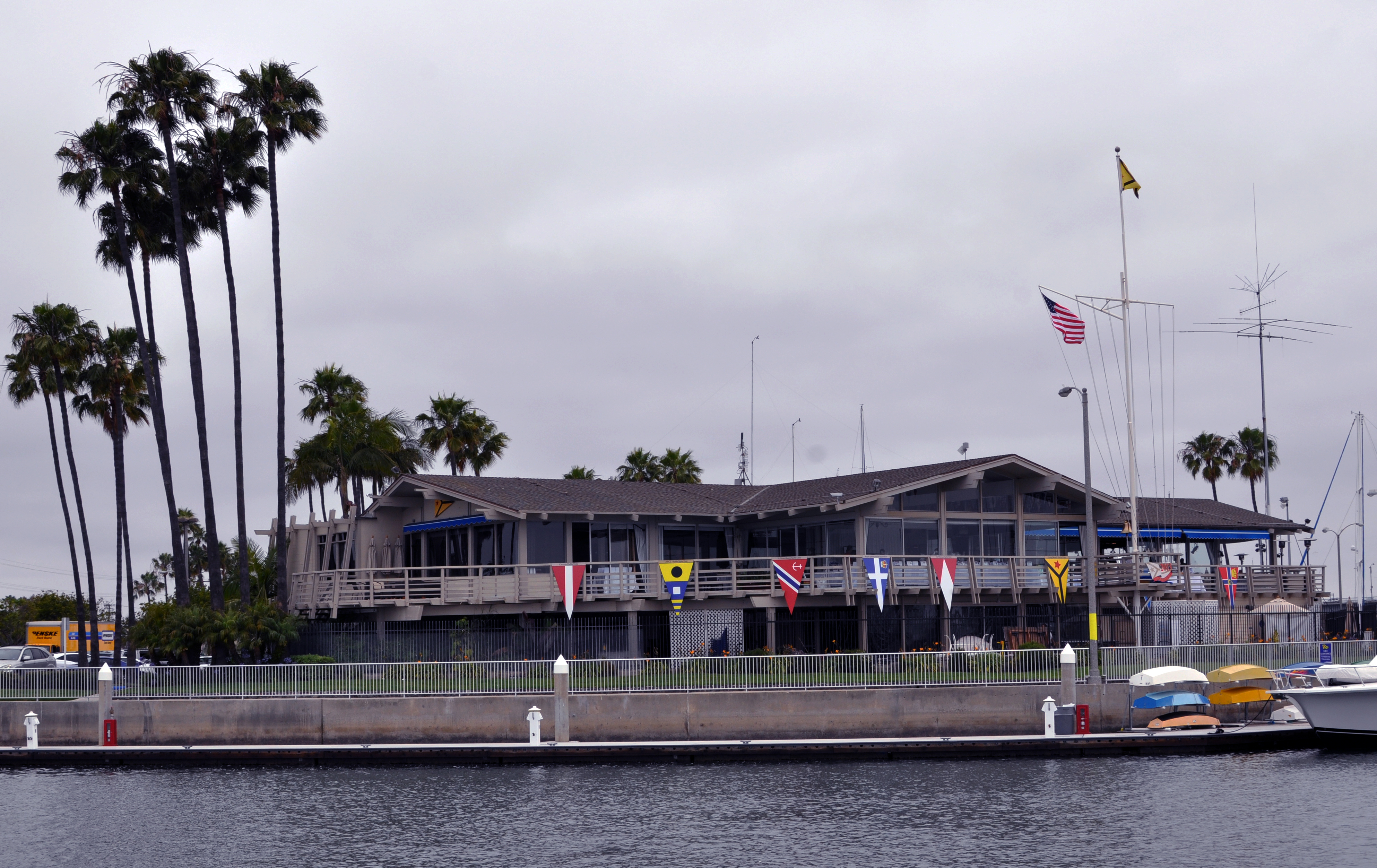
Iate Clube de Long Beach, EUA

Um iate clube constitui um tipo de clube dedicado à prática da náutica de recreio e eventualmente de outras atividades náuticas.
Existem diversas variantes para as designações oficiais deste tipo de clubes, incluindo as de clube náutico, clube naval, clube de vela e clube de regatas, entre outras. Em alguns casos, a designação oficial é escolhida para indicar que o clube é especializado num determinado tipo de embarcação ou de atividade náutica, mas na maioria dos casos isso não acontece.
Os iate clubes exercem geralmente as atividades nas vertentes de competição e recreativa. Adicionalmente, muitos deles têm também vertentes educativas, culturais e sociais.

## Descrição

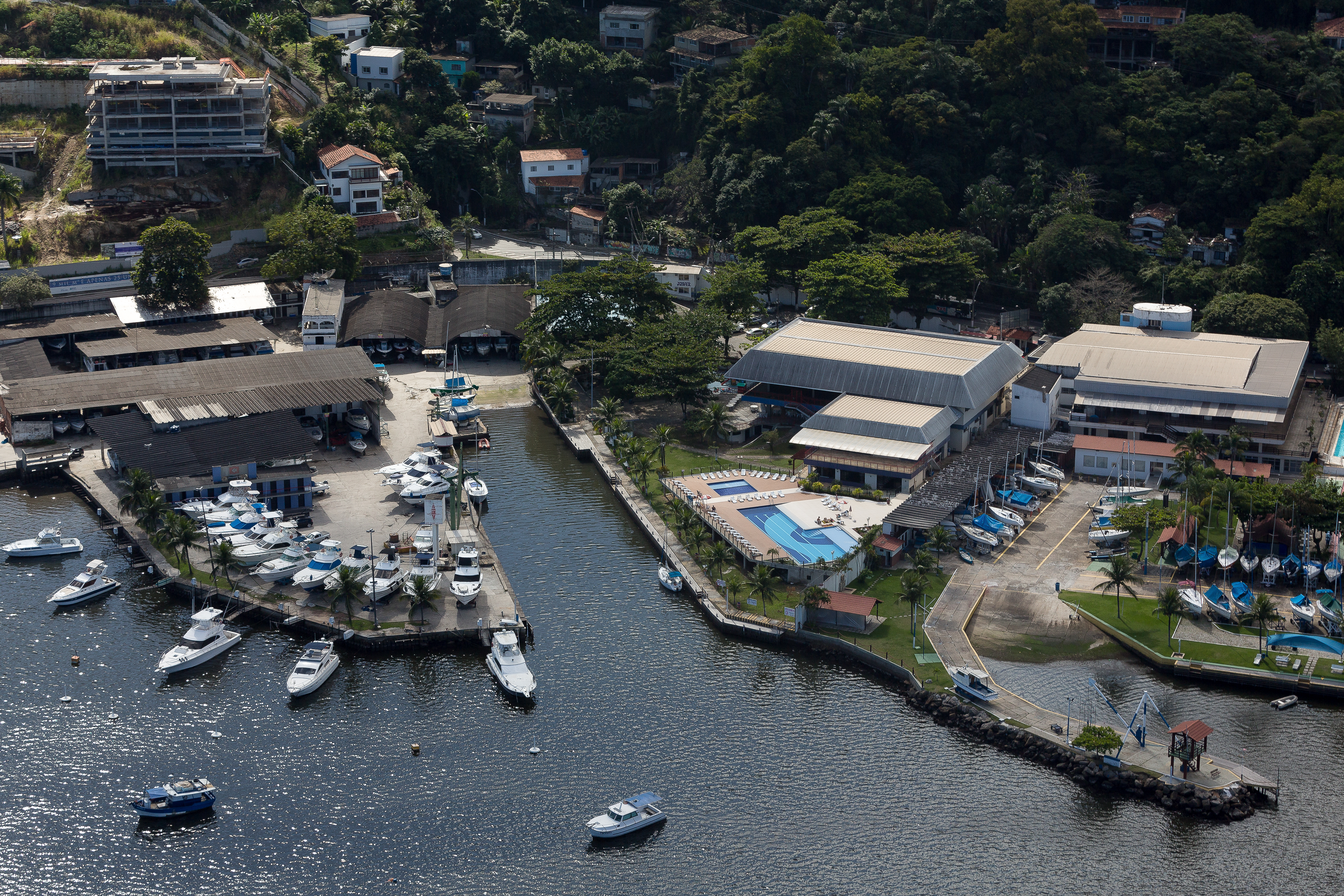
Iate Clube Icaraí, Niterói, Brasil

Os iate clubes localizam-se normalmente junto ao mar, apesar de existirem alguns estabelecidos junto a rios e lagos. Normalmente, dispõem de atracadouros ou ancoradouros próprios, os quais podem consistir numa marinas ou parte dela. Em terra, os clubes dispõem normalmente de instalações reservadas aos seus membros, incluindo um edifício sede (por vezes referido pelo termo inglês clubhouse), a qual normalmente dispõe de um bar, café ou restaurante onde os sócios podem socializar num ambiente descontraído e informal. Os clubes dispõem também de um ou vários postos náuticos, onde são guardados e mantidos os equipamentos náuticos.
Apesar dos termos "iate clube", "clube náutico", "clube naval", "clube de vela", etc. serem geralmente usados com significado idêntico, historicamente poderão existir algumas diferenças. Assim por exemplo, o termo "iate clube" tendia a referir-se a um clube composto essencialmente por proprietários de iates, incluindo de iates a motor. Este tipo de clube era frequentemente extremamente elitista, atraindo membros da aristocracia e da classe alta e excluindo os proprietários de barcos pequenos. Já um "clube de vela" tende a ser composto por proprietários de veleiros, incluindo de barcos à vela de pequena dimensão.
Muitos iates clubes foram fundados sob patrocínio real. Por isso incluem, ou incluíram no passado, o título "real" nas suas denominações. É o caso do Royal Yacht Squadron ou da Associação Naval de Lisboa (designada "Real Associação Naval" até 1911). 

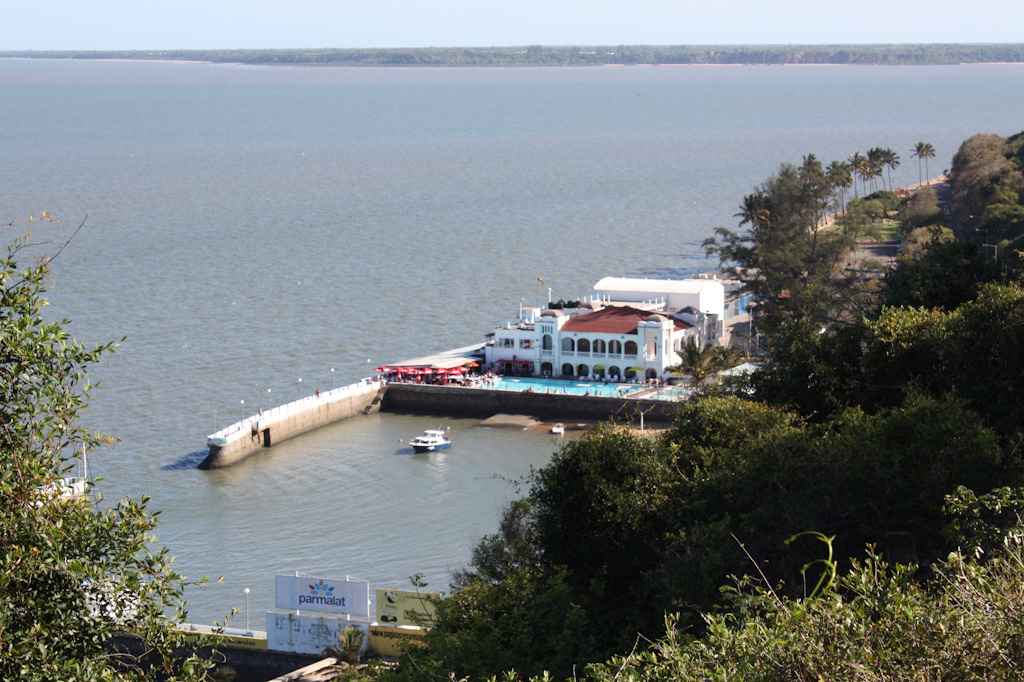
Clube Naval de Maputo, Moçambique

Organizados e administrados pelos seus sócios, os iate clubes tornaram-se locais de promoção das atividades náuticas, incluindo regatas e cruzeiros, bem como locais de reunião para determinadas comunidades sociais. Os membros dos clubes incluem-se num misto de pessoas com afinidades a modalidades náuticas específicas, que podem ir de membros de tripulações aos próprios proprietários dos barcos. Compete também aos sócios estabelecerem os propósitos do clube e as regras de admissão ao mesmo. Assim, enquanto que alguns clubes incluem proprietários de barcos a motor, outros excluem-nos expressamente. De modo a ultrapassar as dificuldades relacionadas com as diferentes modalidades náuticas praticadas pelos seus membros, alguns clubes podem estar divididos em vários setores, como por exemplo de vela, de remo e de motonáutica. Alguns clubes podem inclusivamente dispor de setores dedicados a modalidades não náuticas, como a natação ou o mergulho.
Os clubes dispõem frequentemente de pessoal assalariado para o desempenho de funções permanentes relacionadas com o suporte administrativo, a manutenção ou o serviço de restaurante. Contudo, muitos clubes, sobretudo os mais pequenos, obrigam os seus membros a participar ativamente em atividades relacionadas com o seu funcionamento, como a manutenção das respetivas instalações e equipamentos. A administração dos clubes é desempenhada por membros eleitos pela assembleia geral de sócios, sendo que tradicionalmente o seu presidente tem o título de "comodoro".
Ao contrário dos clubes tradicionais que se constituem como associações não lucrativas de sócios que os detêm e administram, algumas organizações designadas "clubes" funcionam numa base comercial. Apesar de serem designadas "clubes", essas organizações são inteiramente detidas por indivíduos ou empresas, destinando-se a prestar serviços e a gerar lucro. Frequentemente, estão associados a uma determinada marina ou porto.

## Tradições
Existe uma forte tradição histórica por detrás dos iates clubes. Grande parte deles constituem-se como guardiões e promotores das tradições náuticas.

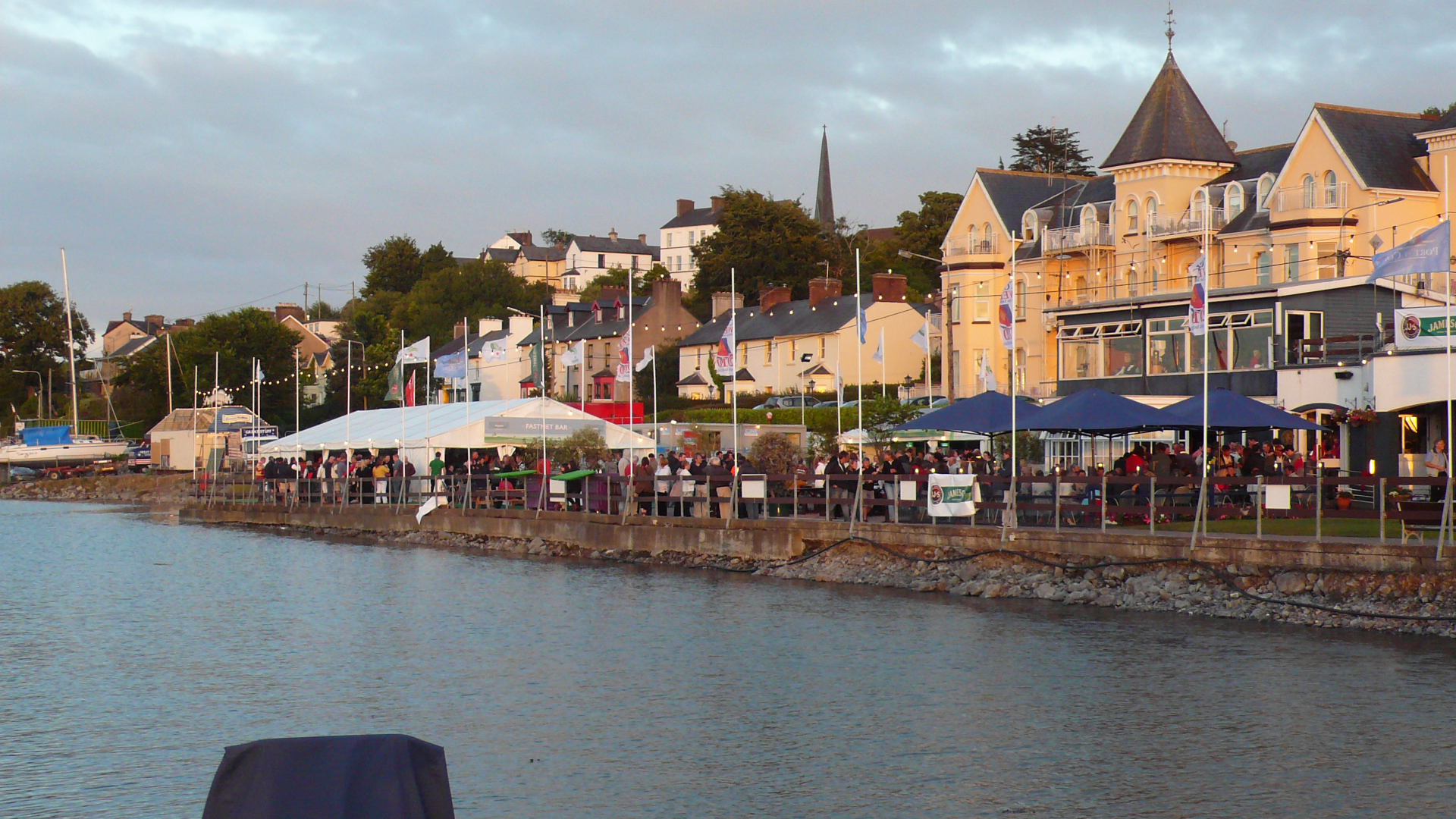
Royal Cork Yacht Club, Irlanda, o mais antigo iate clube em funcionamento contínuo do mundo.

Fundado originalmente em 1718, na Rússia, o Nevsky Flot (literalmente "Frota do Neva" em russo) considera-se o mais antigo iate clube do mundo ainda em funcionamento. Este estatuto é contudo posto em causa pelo mesmo ter sido estabelecido por decreto do Czar Pedro o Grande e não fundado como um clube propriamente dito - entendido como uma associação voluntária de membros - e por o mesmo não ter tido um funcionamento contínuo, nomeadamente tendo sido extinto após a Revolução de Outubro de 1917 e apenas restabelecido em 1958. Por esta razão, o Royal Cork Yacht Club, fundado na Irlanda em 1720, é geralmente considerado como o mais antigo iate clube do mundo. O mais antigo clube náutico estabelecido fora das Ilhas Britânicas é o Kungliga Svenska Segelsällskapet (Real Clube Sueco de Vela), fundado em 1830. Fundado em 1837 no Canadá, o Royal Nova Scotia Yacht Squadron é o mais antigo iate clube estabelecido fora da Europa. Fundada em 1856, a Associação Naval de Lisboa é um mais antigo clube náutico existente nos países de língua portuguesa.
A maioria dos iates clubes mais prestigiados do mundo concentra-se na Alemanha, Austrália, Canadá, Reino Unido e Estados Unidos. Alguns desses iates clubes são filiados no International Council of Yacht Clubs (Conselho Internacional dos Iate Clubes), o organismo internacional que existe para melhorar a qualidade dos serviços prestados pelos clubes aos seus membros, bem como promover a sensibilização pela proteção ambiental.
Desde 1882, o Kieler Yacht-Club, na Alemanha, organiza anualmente a Semana de Kiel, que consiste no maior evento de vela do mundo.

### Regatas e outras atividades náuticas

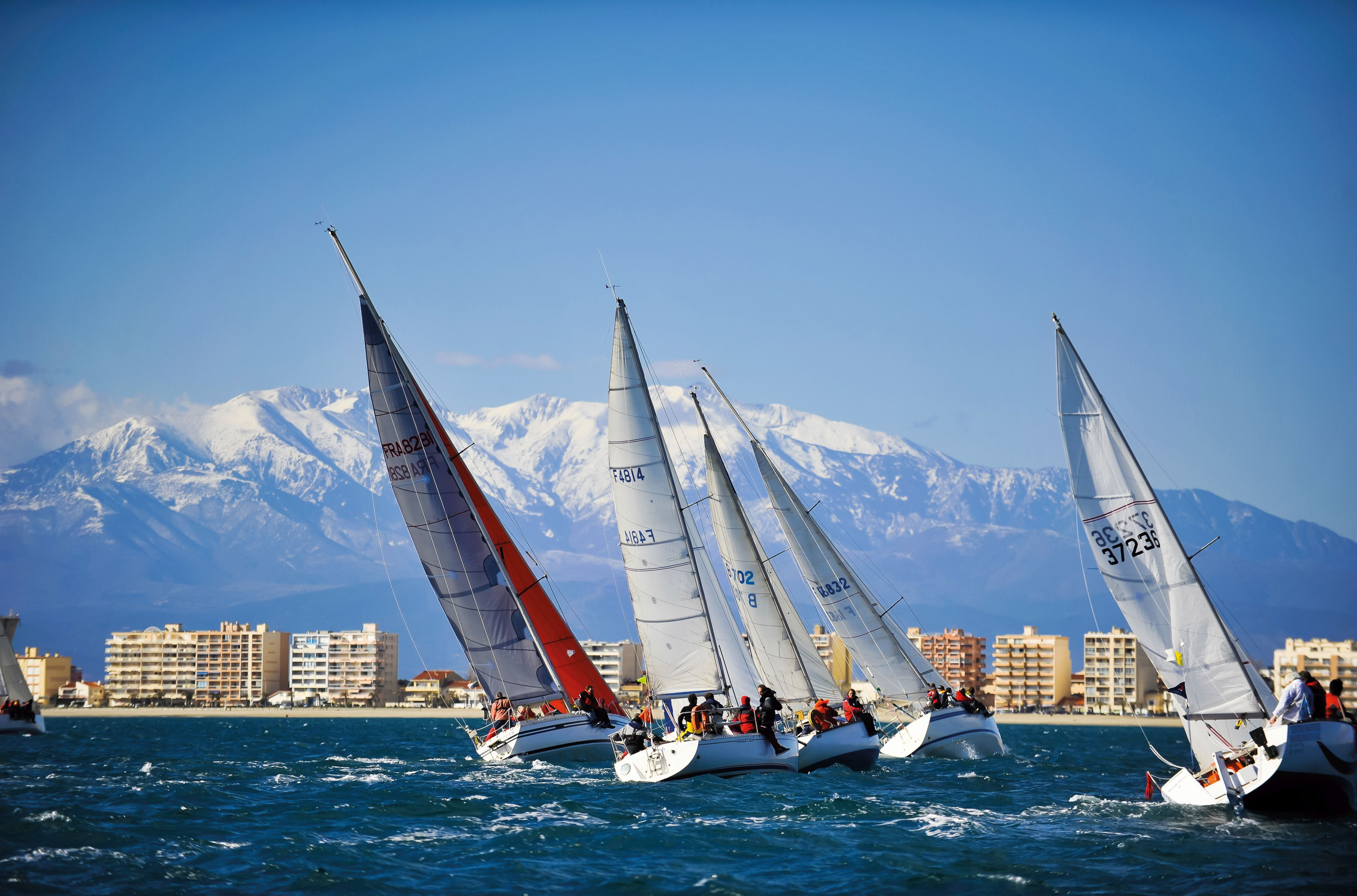
Regata do Yacht Club Canet Roussillon, França.

Independentemente seu tamanho e do seu tipo, a maioria dos clubes náuticos mantém definido um programa anual de regatas. As competições organizadas pelos clubes podem ir de simples eventos locais informais a campeonatos nacionais ou mesmo competições internacionais. É comum a realização regular de provas náuticas vespertinas em dias úteis ou em fins de semana. Muitos iate clubes mantêm equipes de competição que participam em regatas, competindo contra as equipes de outros clubes. Com o crescimento da prática de atividades náuticas no âmbito escolar, em alguns países, é frequente os clubes desses países receberem provas náuticas de campeonatos interescolares e interuniversitários. Para além disso, alguns clubes mantêm acordos com escolas e universidades para a cedência de espaços, instalações e outras facilidades para a prática de atividades náuticas pelas equipes escolares.
Alguns clubes dedicam-se a modelos ou comprimentos específicos de embarcações. Estes clubes organizam normalmente regatas reservadas aos modelos de embarcações que lhes estão afiliadas.
A formação náutica constitui um dos principais fins de muitos clubes. A maioria deles dispõe de escolas ou programas de formação. Para além da formação de adultos, frequentemente mantêm também programas para jovens. A maioria destes programas destina-se a crianças com idades compreendidas entre os oito e os 16 anos. Geralmente, as crianças aprendem a velejar em optimist, progredindo depois para barcos à vela maiores de um único tripulante como o laser ou o 420. Os programas para jovens também incluem normalmente a formação em remo, caiaque e náutica de recreio. As crianças também são ensinadas a competir desde cedo e a maioria dos clubes organiza regatas infantis anuais.

### Galhardetes e outras bandeiras

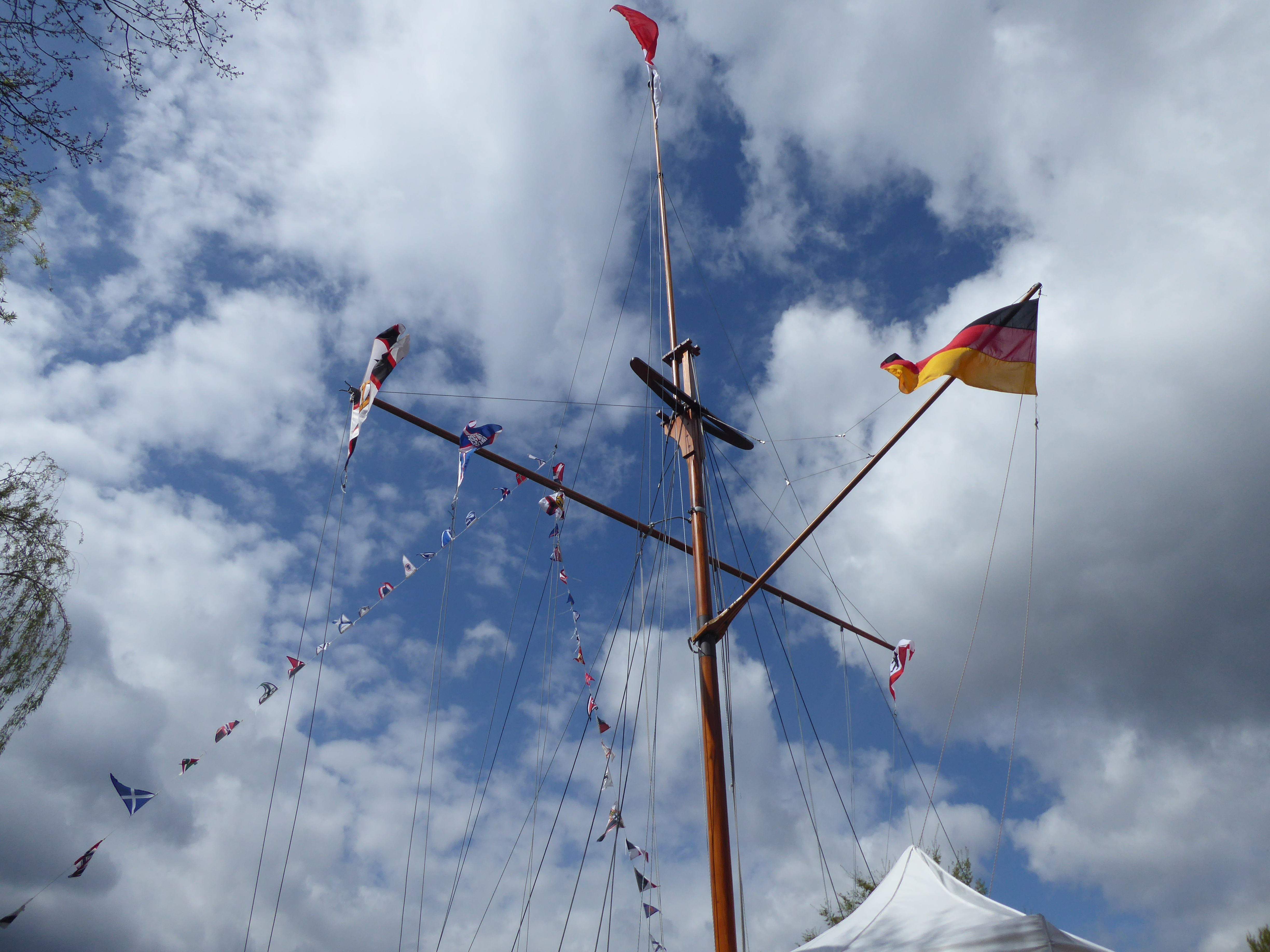
Mastro do Berliner Yacht-Club, Alemanha, embandeirado em arco e tendo arvorado o galhardete do clube no tope, a Bandeira da Alemanha na carangueja e as bandeiras de Berlim e da Federação Alemã de Vela nos lais da verga.

Virtualmente, todos os clubes náuticos dispõem de uma bandeira privativa, usualmente de formato triangular, chamada "galhardete" ou "flâmula" (no Brasil), que é o seu principal símbolo e pode ser içado nas embarcações dos seus membros. O galhardete pode manter-se içado estando a embarcação a navegar ou não, mas nunca é arvorado se a embarcação estiver em competição. Sempre que possível, o galhardete é arvorado no tope do mastro grande. Contudo, alternativamente, pode ser arvorado à proa ou no vau de estibordo do mastro grande. Tradicionalmente, o galhardete é içado juntamente, com a bandeira nacional, às 08h00 e arriado ao pôr do sol. Quando o membro de um clube visita um outro pela primeira vez, tradicionalmente há uma troca de galhardetes. Os galhardetes recebidos nestas trocas são frequentemente expostos nas sedes, restaurantes e outras instalações dos clubes.
Alguns membros de clubes dispõem da sua própria bandeira pessoal que também pode ser içada na sua embarcação, mas apenas quando os mesmos se encontram a bordo. 
As embarcações dos iate clubes de alguns países têm direito a arvorar à popa uma versão especial da bandeira nacional. Esta bandeira pode consistir num pavilhão especial para embarcações de recreio, no pavilhão de guerra ou mesmo num pavilhão nacional de modelo privativo do clube.
Tradicionalmente, a sede e as outras instalações em terra dos clubes náuticos dispõem de um mastro de bandeira de formato especial que reproduz o mastro de uma embarcação, com uma verga e carangueja, e que permite arvorar várias bandeiras, de acordo com as regras de precedências do cerimonial marítimo. Este tipo de mastro é ocasionalmente referido como "mastro estilo iate clube". O tope de um mastro estilo iate clube é usado para arvorar o galhardete do respetivo clube e a carangueja é usada para arvorar a bandeira nacional ou pavilhão especial que o clube tenha direito a arvorar. A verga é usada para arvorar outras bandeiras apropriadas, tais como os distintivos dos dirigentes do clube, galhardetes de clubes visitantes, bandeiras de organizações aos quais o clube pertença ou bandeiras de sinais. Este tipo de mastro também permite o tradicional embandeiramento em arco, realizado com bandeiras do código internacional de sinais, em ocasiões especiais.

### Organização

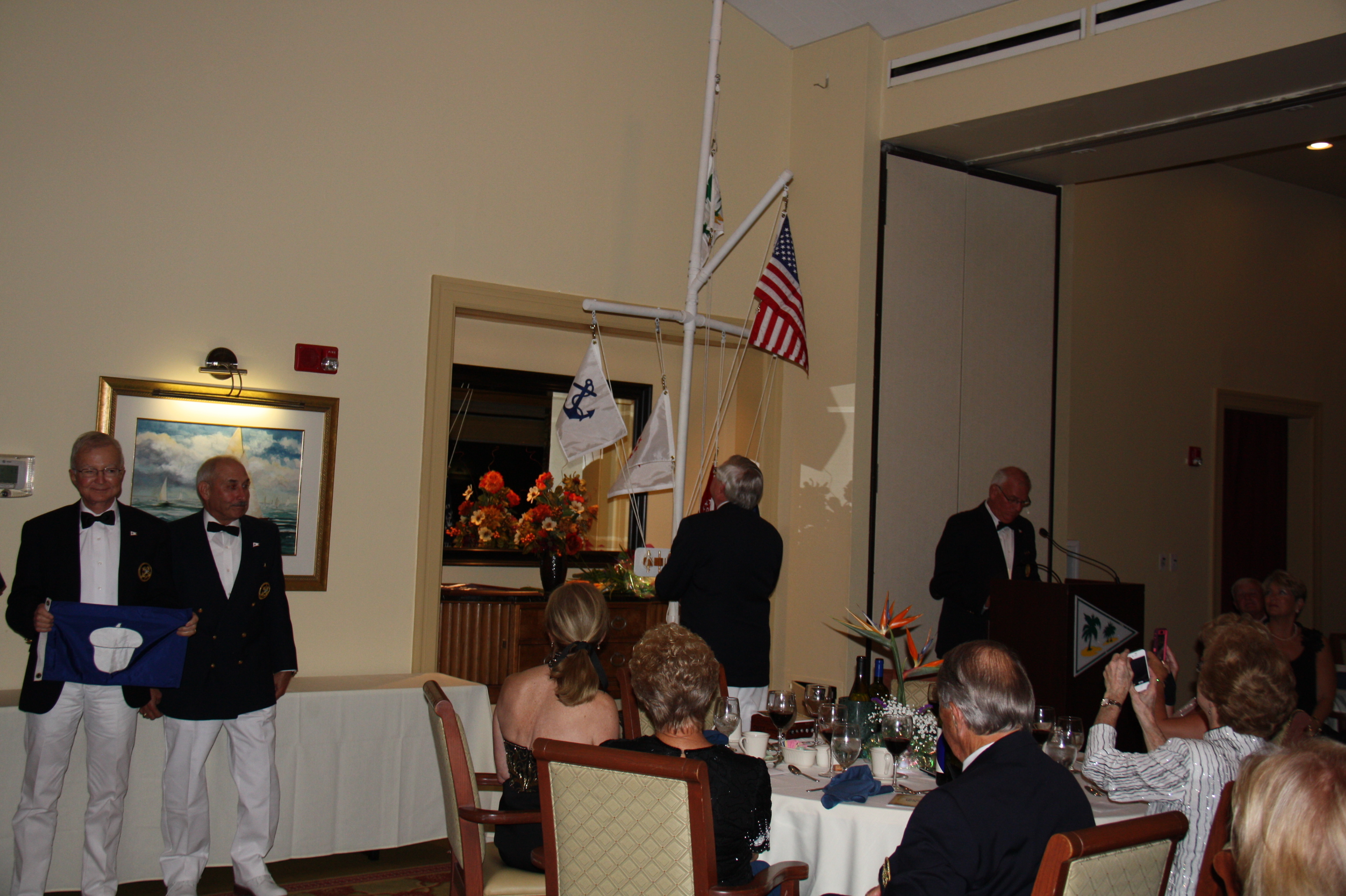
Evento de "rendição dos quartos" (tomada de posse de novo comodoro), no Isles Yacht Club, EUA.

Os iate clubes estão organizados como qualquer outro clube ou associação, com órgãos executivos, assembleias gerais, presidentes, diretores, etc.. Contudo, devido à ligação ao mar e à marinha, usa-se uma peculiar terminologia naval para designar vários dos cargos dirigentes. Assim, tradicionalmente, o presidente ou diretor executivo de um iate clube tem o título de "comodoro". Em outros casos, o comodoro é o responsável técnico do clube e não o seu presidente. O órgão de administração ou de coordenação das atividades náuticas do clube, dirigido pelo comodoro, é frequentemente designado "comodoria". Mantendo o tradicional uso da terminologia náutica, alguns clubes designam o período de mandato do seu comodoro como "quarto", sendo a tomada de posse de um novo comodoro chamada de "rendição de quartos". 
O comodoro é coadjuvado por um ou mais vice-comodoros e, ocasionalmente, por contra-comodoros. Os clubes náuticos de alguns países incluem outros cargos com designações peculiares, como o de "capitão de frota" ou "capitão do porto", cujas responsabilidade variam. Em alguns países, existem clubes que concedem o título de "almirante" - com precedência superior à de comodoro - aos respectivos presidentes honorários, sobretudo quando os mesmos são chefes de estado ou membros de uma família real.
Muitos clubes estabelecem um uniforme para os oficiais e para os outros dos seus membros, o qual segue geralmente o modelo dos uniformes de marinha. O uniforme inclui frequentemente um boné de pala de estilo náutico - com o galhardete ou emblema do clube na parte frontal - e um blazer com os distintivos de comodoro e outros oficiais nos punhos. Pensa-se que o blazer tenha tido justamente origem nos casacos vermelhos usados como uniforme do clube de remo Lady Margaret Boat Club no início do século XIX, tendo depois sido adotados por outros clubes e mais tarde tendo-se tornado uma peça de vestuário de uso generalizado.

## Lista de iates clubes

### Angola
- Clube Náutico da Ilha de Luanda, fundado em 1924 como "Clube Desportivo Nun’Alvares".
- Clube Naval de Luanda, fundado em 1883, é um dos mais antigos iates clubes de África.

### Brasil
Alguns clubes de iate são:

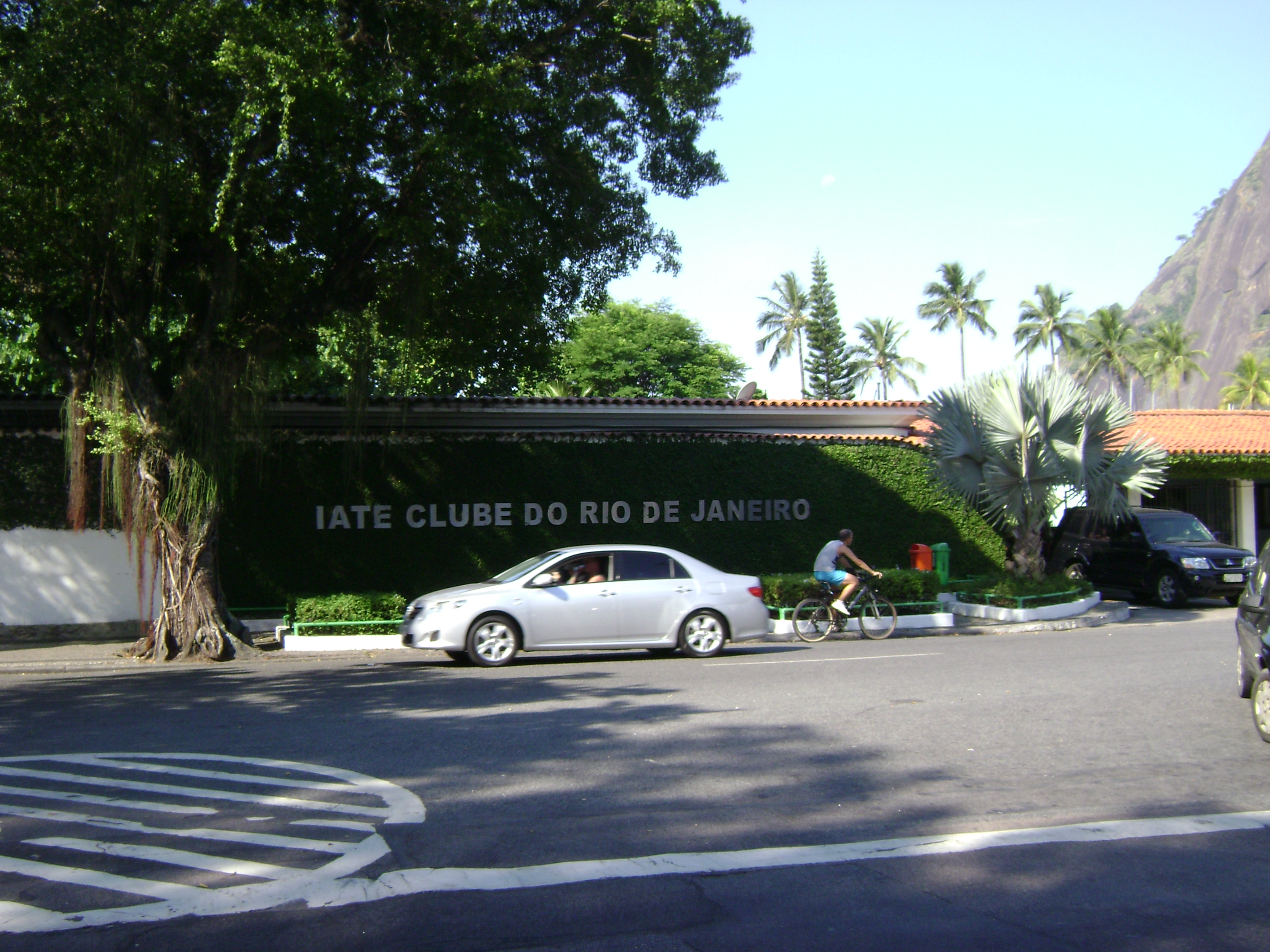
Entrada do Iate Clube do Rio de Janeiro.

- Iate Clube de Fortaleza, um clube social e de iatismo de Fortaleza, fundado no dia 1 de maio de 1954.
- Iate Clube do Rio de Janeiro, um dos principais clubes do Rio de Janeiro.
- Iate Clube de Santos, uma das maiores instituições náuticas do Brasil, fundado em 1947.
- Iate Clube de São Carlos, clube de iate localizado em Brotas, São Carlos e Itirapina.
- Iate Clube de Natal, uma agremiação que visa incentivar a prática do iatismo na cidade de Natal, e foi fundada em 6 de janeiro de 1954.
- Jequiá Iate Clube, fundado em 19 de dezembro de 1919, é um clube esportivo da Ilha do Governador, cidade do Rio de Janeiro .
- Paquetá Iate Clube, um clube náutico com sede na Ilha de Paquetá (Rio de Janeiro), na Praia das Gaivotas, que adota a sigla PIC.

### Moçambique
- Clube Naval de Maputo, fundado em 1913, como "Grémio Náutico de Lourenço Marques"

### Portugal
- Angra Iate Clube

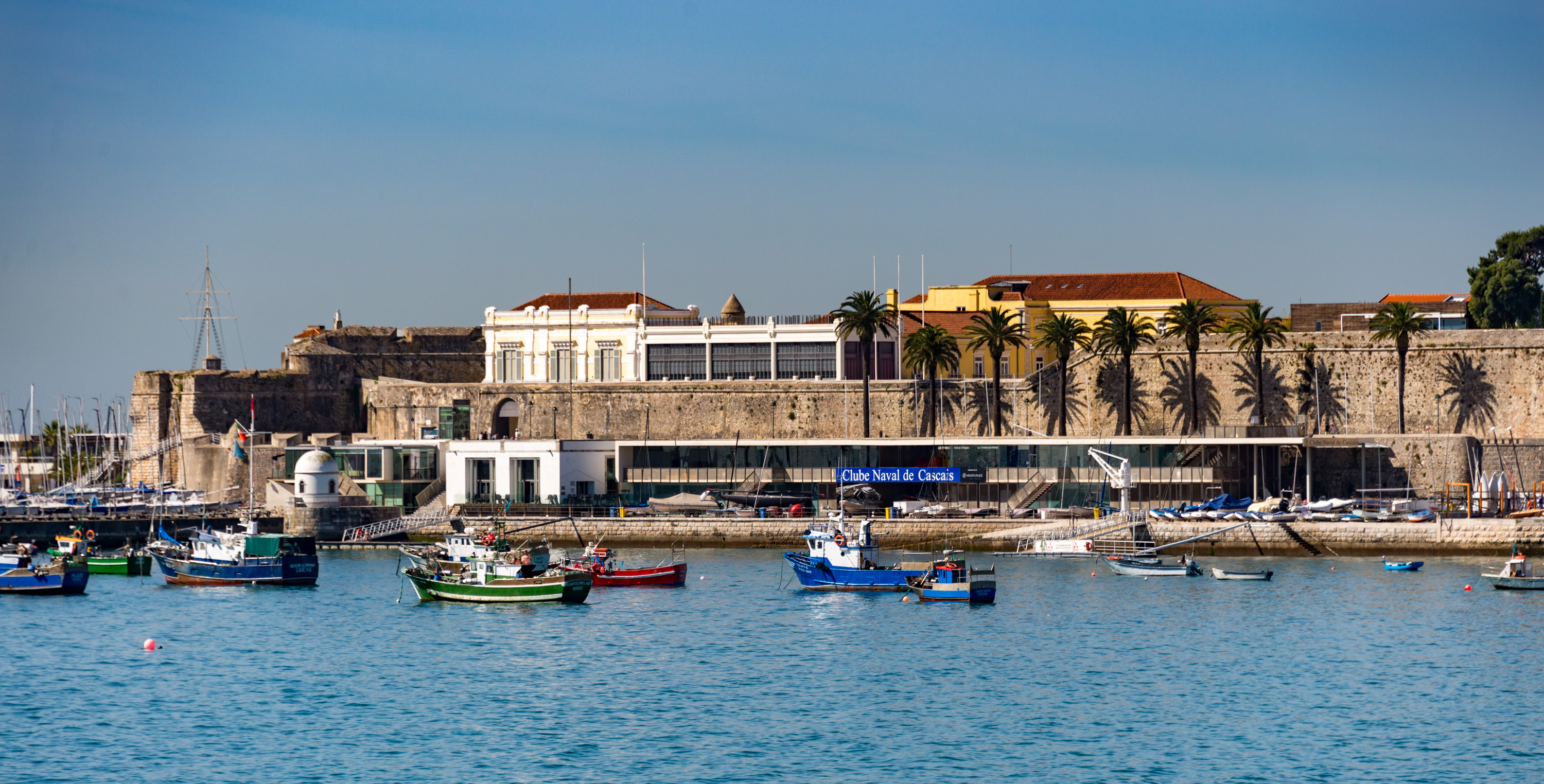
Clube Naval de Cascais

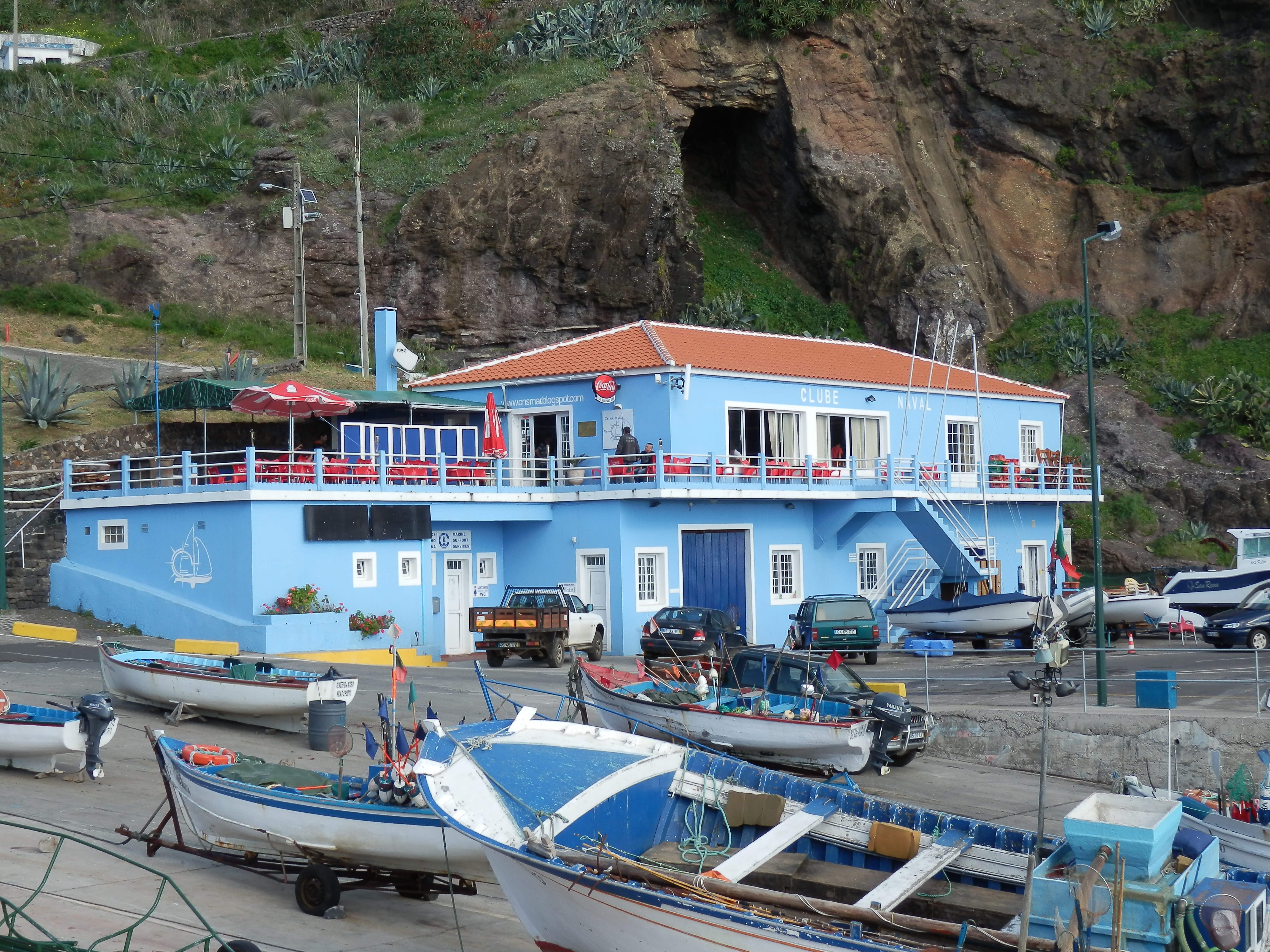
Sede do Clube Naval de Santa Maria, Vila do Porto

- Associação Naval 1.º de Maio, fundado na Figueira da Foz no dia 1º de maio de 1893.
- Associação Naval de Lisboa, fundada em 1856 como "Real Associação Naval", é o clube desportivo mais antigo de Portugal e um dos mais antigos da Europa.
- Clube Fluvial Portuense, fundado em 1876, é a coletividade desportiva mais antiga da cidade do Porto.
- Clube Fluvial Vilacondense, fundado em 1905 em Vila do Conde.
- Clube Náutico de Angra do Heroísmo
- Clube Náutico de Lagoa
- Clube Náutico das Lajes do Pico
- Clube Naval de Cascais, fundado em 1938, é o único membro português do exclusivo Conselho Internacional de Iates Clubes (ICOYC)
- Clube Naval da Horta
- Clube Naval da Ilha Graciosa
- Clube Naval de Lisboa, fundado em 1892.
- Clube Naval de Ponta Delgada, fundado no século XIX.
- Clube Naval Povoense
- Clube Naval da Praia da Vitória
- Clube Naval de Rabo de Peixe
- Clube Naval de Santa Maria
- Clube Naval de Vila Franca do Campo
- Clube de Vela Atlântico
- Clube de Vela de Tavira
- Sport Algés e Dafundo
- Sport Club do Porto, fundado como clube de remo em 1904.